# Hamburg Cruise Center HafenCity

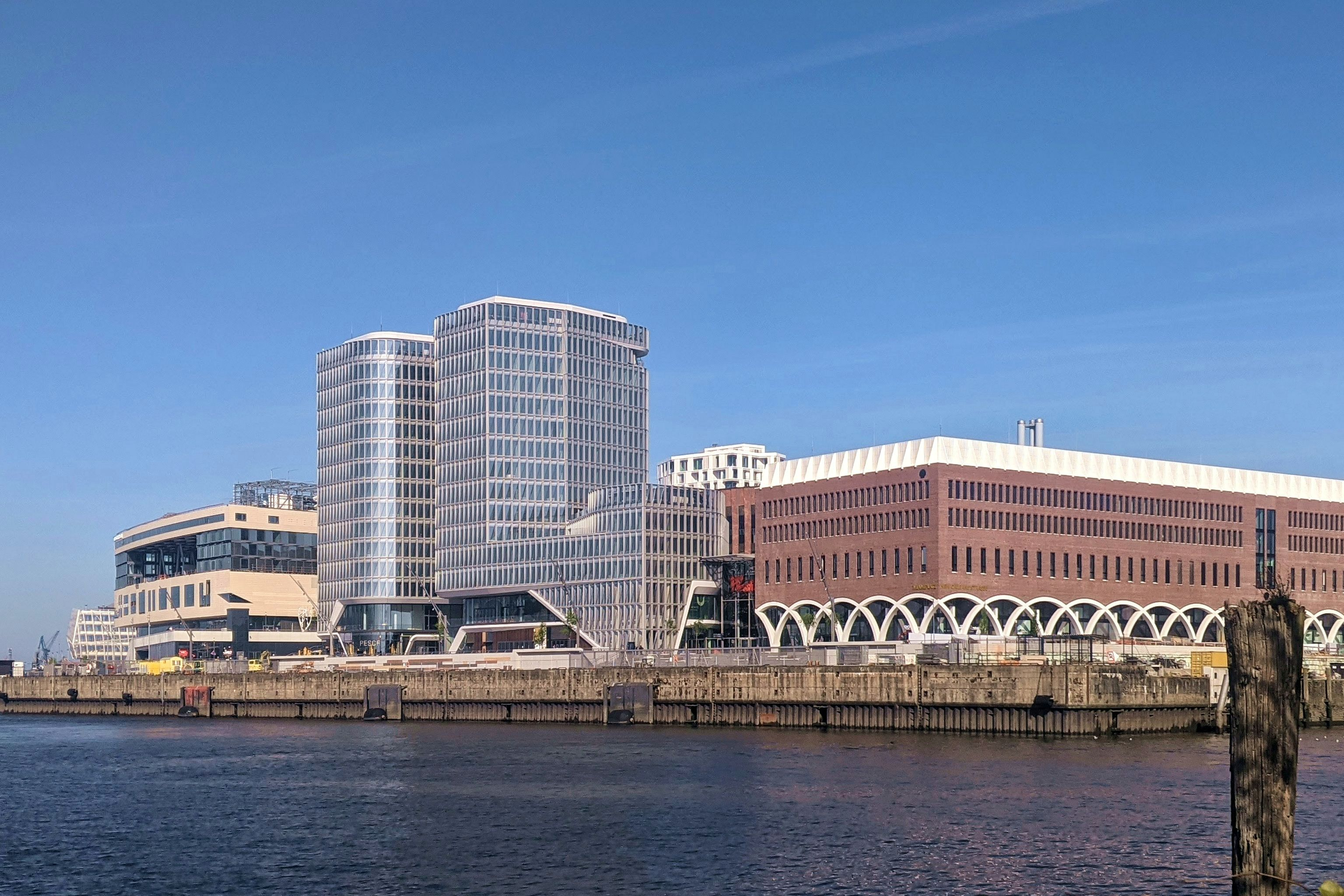
Cruise Center (links) und Westfield Überseequartier (rechts), Ansicht vom Baakenhöft, April 2025

Das Hamburg Cruise Center HafenCity, auch Hamburg Cruise Center 1 (CC1) ist eines von drei Kreuzfahrtterminals in Hamburg. Es bietet zwei Liegeplätze für Kreuzfahrtschiffe im Quartier Strandkai der HafenCity. Es entstand 2002 zunächst mit provisorischen Abfertigungsgebäuden, die wegen der Bauarbeiten am benachbarten Westfield Hamburg-Überseequartier 2016 wieder zurückgebaut und durch ein temporäres Ausweichterminal auf dem weiter östlich gelegenen Baakenhöft ersetzt wurden. Nach Fertigstellung des Westfield Centers soll das neue Terminal im September 2025 eröffnet werden.

## Geschichte

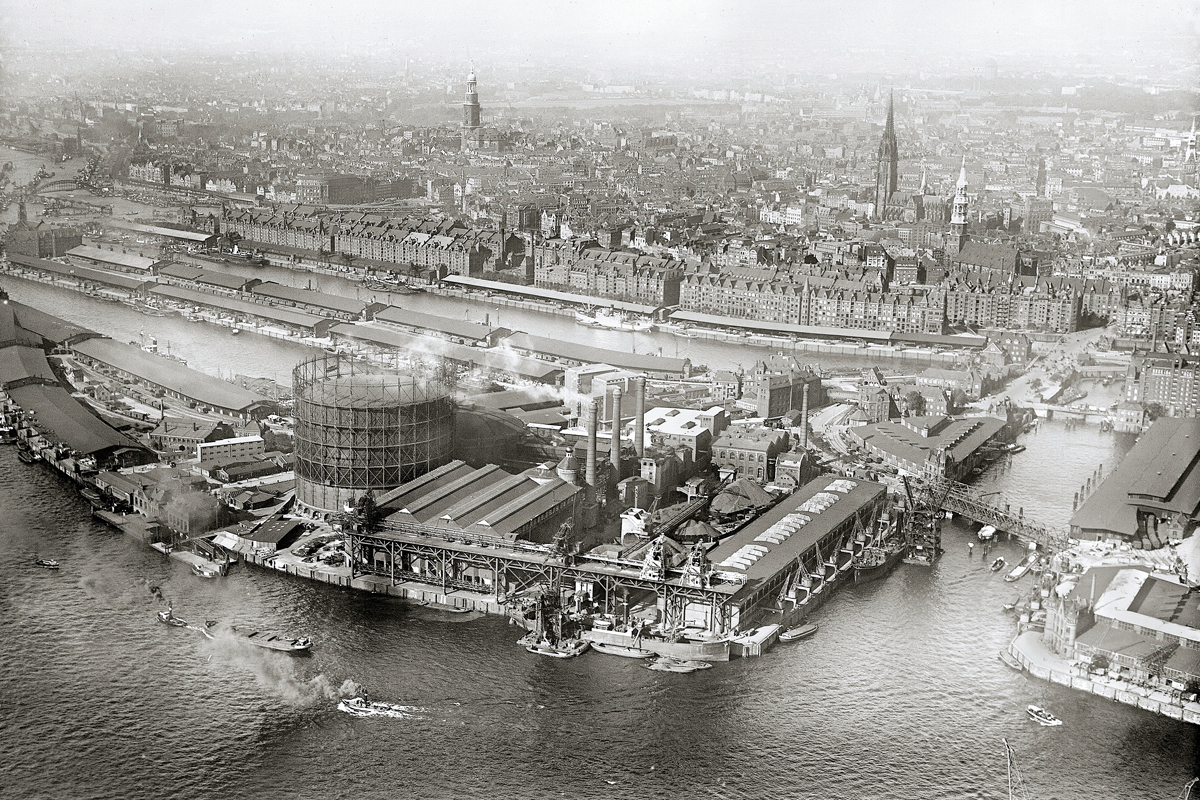
Gasometer und Gaswerk auf dem Grasbrook um 1930

Am Ort des heutigen Terminals stand ab 1900 mit dem 200.000 m³ großen Gasometer der damals größte Gasbehälter Europas. Noch bis in die 1980er Jahre wurde hier Kohle für die Hamburger Gaswerke gelöscht. Später unterhielt hier die HHLA das Cellpap Terminal Hamburg mit einer Halle für die Lagerung von Cellulose.
Das provisorische Kreuzfahrt-Terminal Hamburg-Grasbrook entstand 2002 im Zuge des Ausbaus der HafenCity. Die Kaistrecke nannte sich in diesem Bereich traditionell Strandkai, wurde jedoch im östlichen Teil nach Hamburgs Partnerstadt in Chicagokai umbenannt.
Bevor es in Hamburg eigene Kreuzfahrtterminals gab, wurden Kreuzfahrtschiffe überwiegend im Kaiser-Wilhelm-Hafen oder im Hansahafen abgefertigt, die beide relativ zentrumsfern im damaligen Freihafenbereich lagen, wodurch die Einschiffung für die Passagiere relativ unkomfortabel war. Vereinzelt wurden auch die Überseebrücke oder die St.-Pauli-Landungsbrücken genutzt; auf letzterer gab es jedoch ein Befahrverbot für Kraftfahrzeuge, weshalb die Versorgung der Kreuzfahrtschiffe nur eingeschränkt möglich war. 

## Provisorisches Cruise Center HafenCity

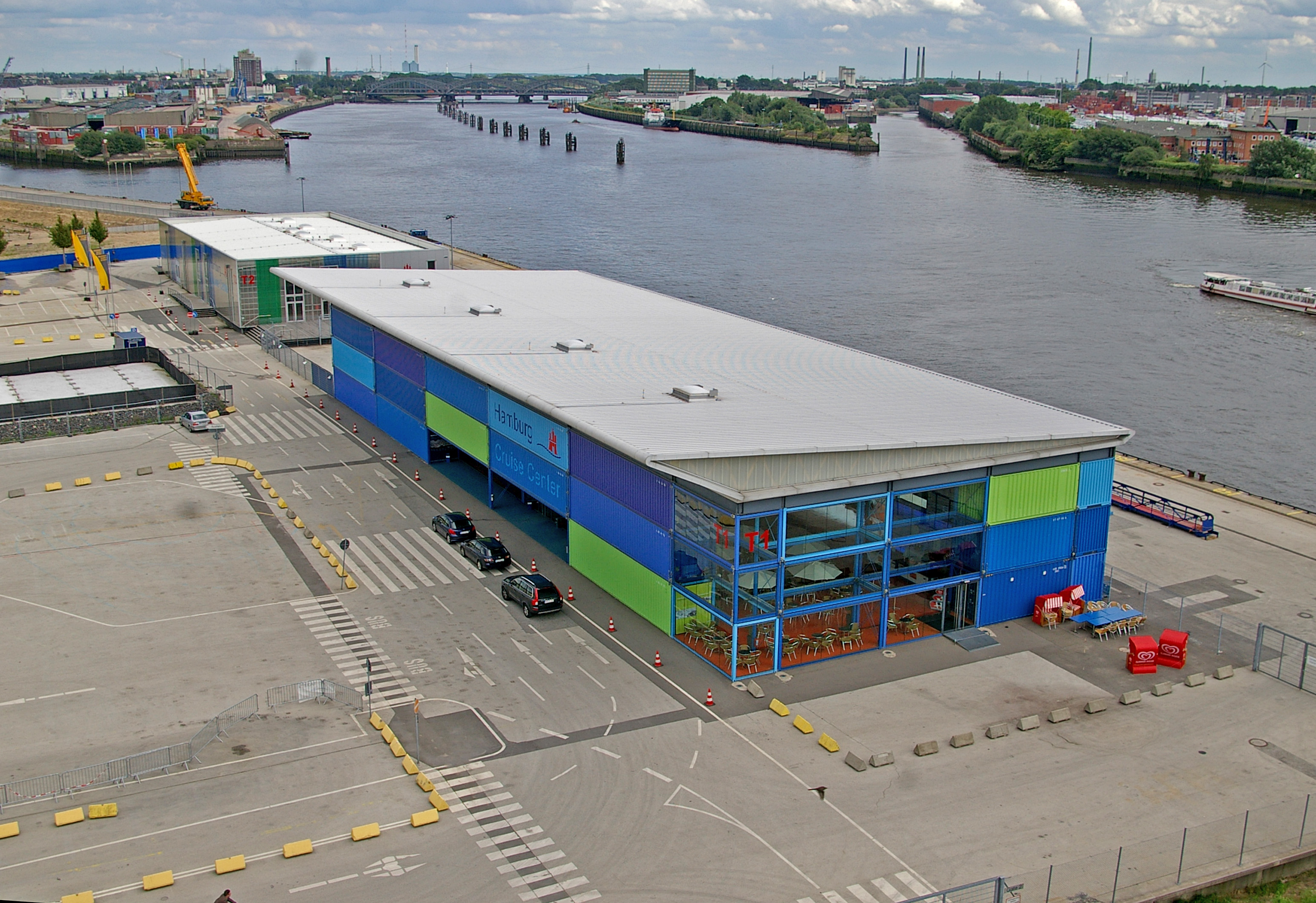
Provisorische Abfertigungshallen (2011)

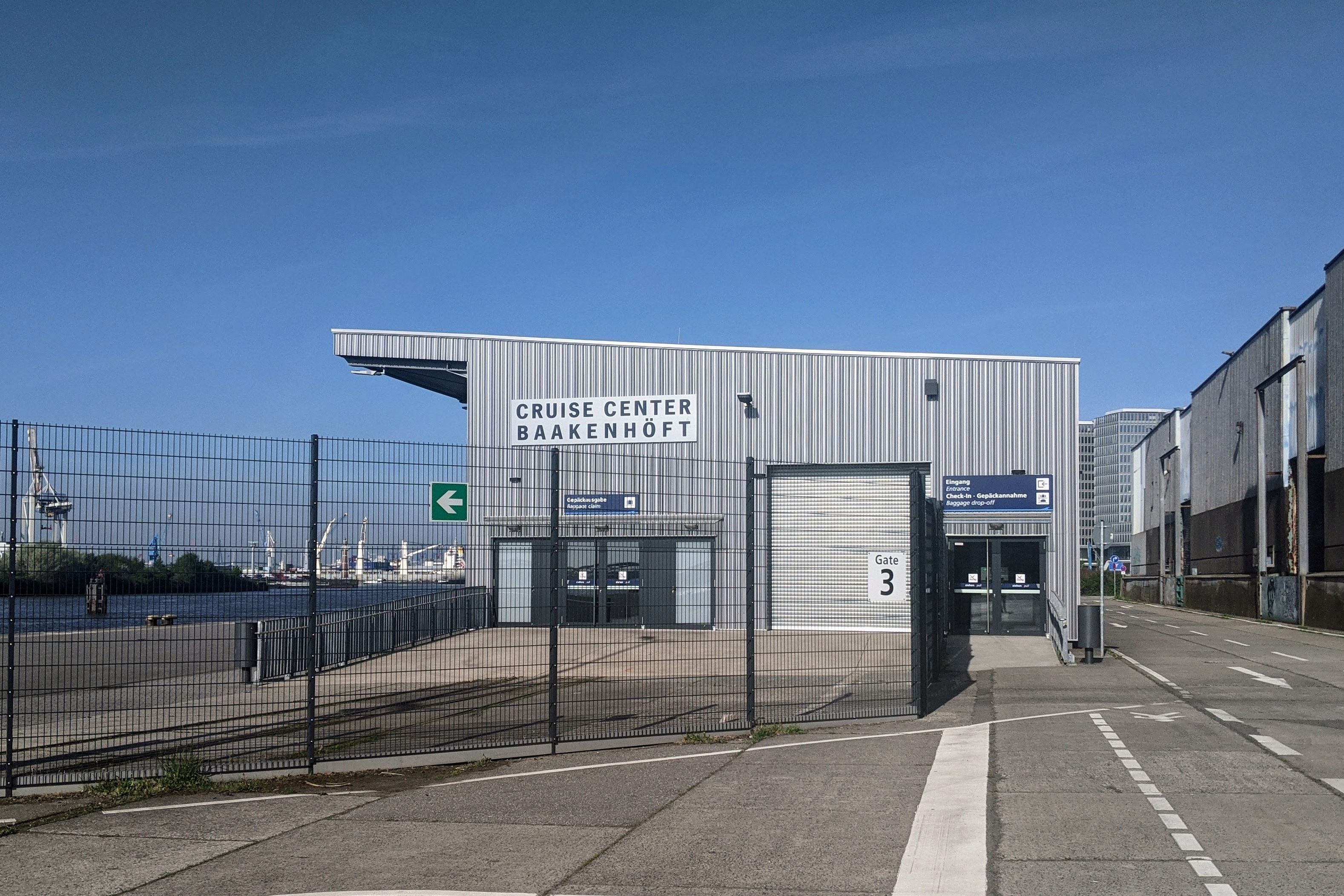
Ausweichterminal Baakenhöft

Das Hamburg Cruise Center HafenCity bietet zwei Liegeplätze für Schiffe bis zu einer Länge von 330 und 295 Metern und einer Solltiefe von 11,5 Metern (LAT). Hier können zur gleichen Zeit zwei Kreuzfahrtschiffe festmachen. Bei einem Anlauf der Queen Mary 2 mit einer Länge von 345 Metern werden beide Plätze benötigt; der Tiefgang beträgt etwa 11 Meter.
Die Abfertigung der Passagiere erfolgte über eine provisorische, aus Containern errichtete Abfertigungshalle. Vor dieser befanden sich mehrere provisorisch angelegte Parkplätze. Erreichbar war es zudem durch den nur wenige Meter nördlich davon gelegenen U-Bahnhof Überseequartier.
Das Cruise Center wird seit September 2014 durch die CGH Cruise Gate Hamburg GmbH betrieben.
Im Oktober 2016 wurde das Terminal 2 des provisorischen Cruise Centers zurückgebaut. Diese Maßnahme war von vornherein so geplant um Platz für die Bebauung des südlichen Überseequartiers (Westfield Center) zu schaffen. An dieser Position wird das zukünftige Cruise Center HafenCity entstehen. Bis zur Eröffnung dieses wird der Betrieb über das Terminal 1 sowie einer Anlegestelle am Baakenhöft gewährleistet.

## Hamburg Cruise Center HafenCity der Zukunft

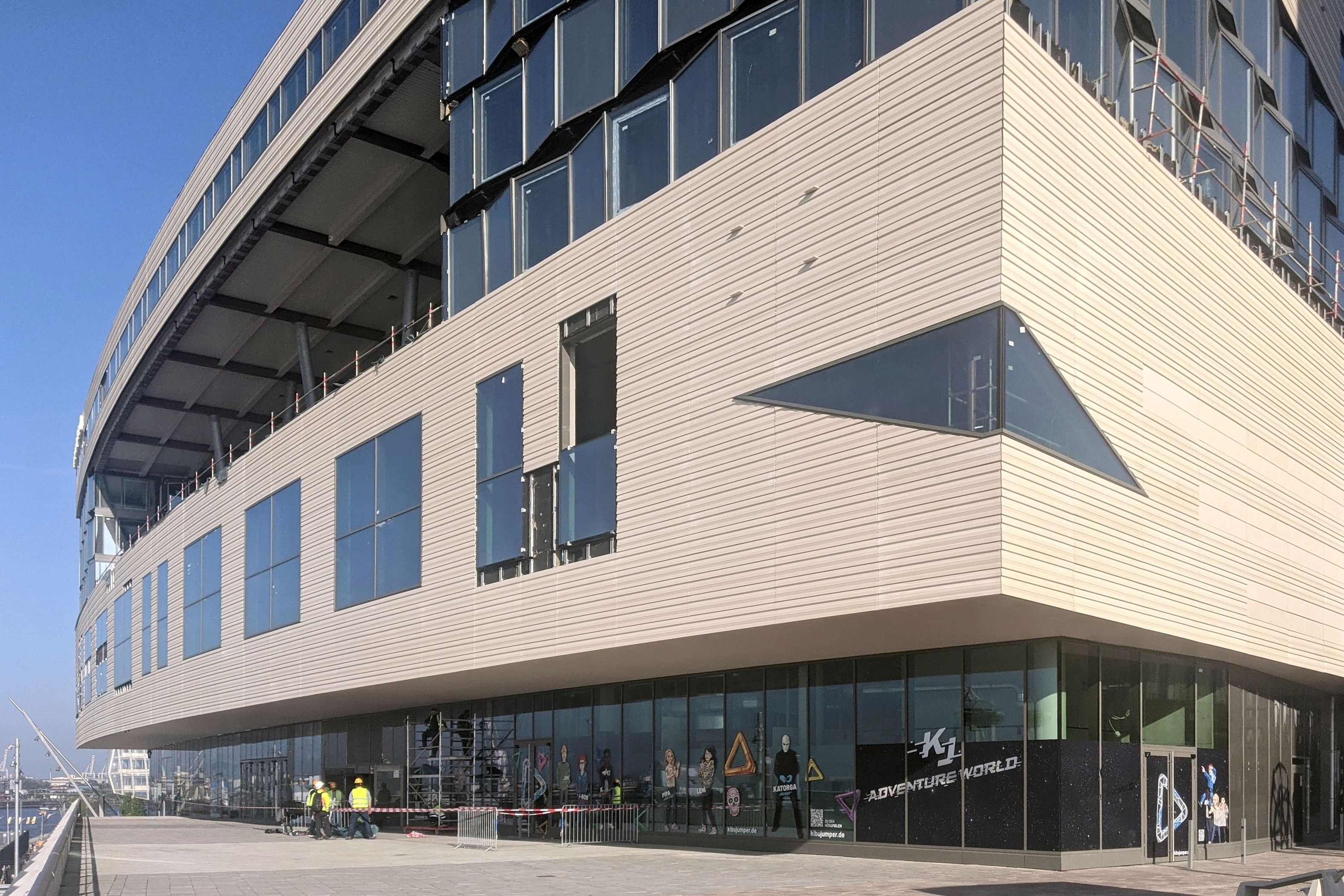
Künftiges Cruise Center HafenCity, Bauzustand April 2025

Bei weiter fortschreitender Entwicklung der HafenCity wurde ab 2017 zunächst eines der provisorischen Abfertigungsgebäude durch einen Neubau ersetzt. Als Projekt 34/14 der HafenCity soll an derselben Stelle ein ca. 3.000 m² großes Kreuzfahrtterminal, Pkw-Tiefgarage, Warteplatz für zwölf Busse sowie Halteplätze für Taxis entstehen. Das Terminal wird dabei in ein Büro-, Wohn- und Einkaufskomplex integriert, dazu soll auch ein Hotel gehören. Passagiere werden nahezu niveaugleich von einer der oberen Ebenen des Gebäudes auf das Schiff wechseln können, sodass die Kaianlage direkt am Wasser dann öffentlich genutzt werden kann. Das neue Terminal soll im Jahr 2025 fertig werden. Bei den Kosten für das neue Terminal geht man von rund 42 Millionen Euro aus. Der hamburgische Stadtstaat soll an den französischen Investor des Komplexes einen „Eigenanteil“ von etwa 10 Millionen Euro geben.

## Seafarers Lounge
Speziell zur Unterstützung und Versorgung von Crewmitgliedern der Kreuzfahrtschiffe wurden von der Deutschen Seemannsmission (DSM) die Seafarers Lounges gegründet. Die Seafarers Lounge hat in Hamburg drei Standorte, in den Cruise-Centern in Altona, der HafenCity und Steinwerder. Hier können die Seeleute kostenlos mit ihren Familien Kontakt aufnehmen und einkaufen. Weiterhin können sie Geld für ihre Familien überweisen und ausländische Währung umtauschen. Die Lounges befinden sich im Sicherheitsbereich der Cruise-Center, so dass die Crewmitglieder keinen „Landgang“ machen, sondern die Lounges schnell und unbürokratisch aufsuchen können. Gegründet wurden sie von der DSM Altona und der DSM Hamburg-Harburg. Sie arbeiten, oft in Personalunion, sehr eng mit den Seemannsmissionen und der Bordbetreuung im Hamburger Hafen zusammen.

## Weitere Anlegestellen für Kreuzfahrtschiffe in Hamburg
- Hamburg Cruise Center Altona
- Hamburg Cruise Center Steinwerder
- teilweise Überseebrücke
- teilweise O’Swaldkai